# Miguel D. Mena
Miguel D. Mena (Santo Domingo, 21 de julio de 1961) es un ensayista, editor y coleccionista de postales dominicano, residente en Berlín desde 1990.

## Biografía
Miguel D. Mena realizó estudios de Sociología en la Universidad Autónoma de Santo Domingo y se graduó en 1986 con la investigación Ciudad, espacio y poder en Rep. Dominicana. Con esta tesis, a partir de los textos de Juan Sánchez Lamouth y René del Risco Bermúdez, presentó un estudio de las relaciones de poder y el espacio urbano desde la época del dictador Trujillo. Ha enseñado su profesión en su alma máter y en la Universidad Iberoamericana (1989 - 1990). 
En 1990 pasó a residir en Berlín, dedicándose al trabajo social, con jóvenes inmigrantes, en los barrios de Lichtenberg, Friedrichshain y Mitte. Miguel D. Mena hizo un doctorado en la Universidad Libre de Berlín (2000) sobre la implicación de la Iglesia católica en el establecimiento del urbanismo colonial de la ciudad primada de América, Santo Domingo (1498-1521), publicada por el Archivo General de la Nación en 2007. Ha impartido cursos en la maestría de Arquitectura Tropical en la Universidad Nacional Pedro Henríquez Ureña (2002), y de urbanismo en la Fundación Global Democracia y Desarrollo (2003 - 2005), en el Centro Cultural Eduardo León Jimenes (2005, 2014), y en el Centro Cultural de España en Santo Domingo. En el 2017 fue invitado por la Universidad de Zürich para comentar el documental "After Trujillo. Living with the ruins of Dictatorship" y conversar sobre los principios de modernidad y represión en Ciudad Trujillo.  En la primavera del 2022 fue docente en el Programa de Doctorado en Letras de la Pontificia Universidad Católica Madre y Maestra.
Desde 1985 dirige el proyecto editorial alternativo Cielonaranja, convertido desde 1997 en espacio web. Ha participado en diversas ferias del libro y ha sido miembro del jurado del Premio Internacional Pedro Henríquez Ureña, que conceden el Ministerio de Cultura y el Gobierno de la República Dominicana (2013 -2016). Con Ediciones Cielonaranja, ha logrado recuperar una serie de libros esenciales de la literatura dominicana entre los que destacan obras de José Joaquín Pérez, Amelia Francasci, Ramón Marrero Aristy, Juan Sánchez Lamouth, René del Risco y Miguel Alfonseca.
Apasionado coleccionista de objetos relativos a la dominicanidad, la Academia Dominicana de la Historia seleccionó en 2014 una serie de postales de la colección del escritor con las que publicó la obra Antiguas tarjetas postales dominicanas de la colección de Miguel D. Mena. (2014).El Centro Cultural de España en Santo Domingo acogió la exposición "Santo Domingo: su Siglo XX en postales. Colección de Miguel D. Mena", en el 2015.
Dirigió la edición y publicación de las Obras completas, en catorce tomos, de Pedro Henríquez Ureña, auspiciado por el Ministerio de Cultura de la República Dominicana, trabajo no exento de polémica. Además, ha organizado la Biblioteca "Pedro Henríquez Ureña" dentro de Ediciones Cielonaranja, la mayor colección de estudios sobre el maestro dominicano. En el 2017 publicó el "Epistolario de Pedro Henríquez Ureña y Amado Alonso.
Desde finales de los años 1970 el accionar y pensar de Miguel D. Mena han estado mediados por la cuestión urbana como espacio de poder y de representación. Ha realizado una labor como activista en defensa del espacio urbano frente a las políticas tradicionales de demoliciones propiciadas por capitalismo salvaje dominicano. También ha estudiado el impacto de la globalización en el entorno local. La compilación de sus tres proyectos de investigación sobre la urbanidad dominicana se compendian en "Poética de Santo Domingo". Como poeta, sociólogo, editor y docente sus temas fundamentales han sido  Santo Domingo y el espacio urbano dominicano. Luego de haber colaborado con el proyecto de "Memorias urbanas" en el Centro Cultural de España entre el 2017 y 2020, curó y presentó en el espacio de esa institución una exposición titulada "Lecturas de la Calle El Conde"del 4 de agosto al 10 de septiembre.
Miguel D Mena ha mantenido algunas polémicas o/y enfrentamientos con otros escritores dominicanos (Andrés L. Mateo, Manuel Núñez, Rafael García Romero). 
En el 2021 la Firma INICIA lanzó el libro "Postales de nuestra memoria", editado por MIguel D. Mena, a partir de su colección de postales. En el 2022 compila sus tres libros básicos sobre urbanismo, historia y literatura dominicana bajo el título "Poética de Santo Domingo".

## Obras

### Poesía
- 1985: Almario Urbano, Ediciones Huellas, Santo Domingo.
- 1985: Imagen es, Ediciones de la Crisis, Santo Domingo.

### Ensayos
- 1989: Para una escritura de la crisis dominicana. Ediciones en el Jardín de las Delicias, Berlín-Santo Domingo.
- 1993: Ciudad, poesía, desencanto. Santo Domingo. Ediciones en el Jardín de las Delicias, Berlín-Santo Domingo.
- 1997: René del Risco, lo dominicano, la modernidad. Ediciones en el Jardín de las Delicias, Santo Domingo – Berlín.
- 1997: El libro de las Vainas. Ediciones en el Jardín de las Delicias, Santo Domingo – Berlín.
- 1999: Juan Sánchez Lamouth, en el cabaret de los crueles. Ediciones en el Jardín de las Delicias, Santo Domingo – Berlín.
- 2000: Poética de Santo Domingo (t. I). Ediciones en el Jardín de las Delicias, Santo Domingo – Berlín.
- 2002: Yo sé que los choferes la van a escuchar. Ediciones Cielonaranja, Berlín.
- 2003: Devenir moderno. Poética de Santo Domingo II. Ediciones Cielonaranja, Berlín.
- 2004: Diccionario de las Letras Dominicanas. Ediciones Cielonaranja, Santo Domingo.
- 2006: Imagen, espacio: Isla Dominicana. (Poética de Santo Domingo III). Ediciones Cielonaranja, Berlín.
- 2007: Santo Domingo (1498-1521): Experiencia fundacional del Nuevo Mundo. Archivo General de la Nación, volumen XXX, Santo Domingo. Se ha reeditado, corregido y ampliado, con el título "Santo Domingo (1498-1521).: Inicios urbanos del Nuevo Mundo", en el 2020. Ediciones Cielonaranja, Santo Domingo.
- 2018: 22 postales de Santo Domingo. Ediciones De a poco, Santo Domingo.
- 2020: Publicidad dominicana: Bienvenido Gimbernard y la revista Cosmopolita. Ediciones Cielonaranja, Santo Domingo.
- 2022: Poética de Santo Domingo. Ediciones Cielonaranja, Santo Domingo. [Esta versión reúne en un solo tomo sus tres "poéticas" publicadas entre el 2000 y el 2006].
- 2022: Maneras de escapar de Santo Domingo y otros ensayos. Ediciones Cielonaranja, Santo Domingo.
- 2024: Ensayos sobre llamas. Ediciones Cielonaranja, Santo Domingo.

### Libros de fotografía
- 2014: Días de Kolkata. Ediciones Cielonaranja, Santo Domingo.
- 2015: Ruinas de la Calle El Conde. Ediciones Cielonaranja, Santo Domingo.
- 2016: Días de Montevideo. Ediciones Cielonaranja, Santo Domingo.
- 2017: Ruinas de Santo Domingo. Ediciones Cielonaranja, Santo Domingo.
- 2017: Días de Delhi. Ediciones Cielonaranja, Santo Domingo.

### Colaboraciones
- 1993: "Santo Domingo: ciudad, poder y escritura", pp. 127-138, en "Diálogo y conflicto de culturas : estudios comparativos de procesos transculturales entre Europa y América Latina: actas des los coloquios internacionales" Berlín - Madrid, Madrid - Berlín celebrados en Berlín-Gosen del 10 al 14 de diciembre de 1990 y en Madrid del 26 al 27 de marzo de 1992. Hans-Otto Dill y Gabriele Knauer (editores). Studia Hispanica, 4. Frankfurt am Main: Vervuert, 1993.
- 2009: "Cuentos dominicanos", en bengalí. Calcuta:  Indo-Hispanic Society de Kolkata. Presentación y Hans Dannenberg y prólogo de Miguel D. Mena
- 2011: Prólogo a "A Spanish Sculptor in Exile: The Art and Life of Manolo Pascual", escrito y editado por Ariadne Pascual Wright, con texto de Fernando Ureña Rib. Artmaster Publishing,
- 2013: "Ciudades revisadas: La literatura pos-insular dominicana (1998-2011)". Revista Iberoamericana[25] Vol. LXXIX, Núm. 243, abril-junio de 2013.
- 2016: "Dictionary of Caribbean and Afro-Latin American Biography". Oxford University Press. Tres entradas: Antonio Lockward Artiles, Juan Sánchez Lamouth y Jacques Viau Renaud.
- 2017: "El arte de los prólogos". En "Prologues et cultures. Médiations littéraires et artistiques". Françoise Morcillo y Catherine Pélage (editores). Editions Paradigme, collection "Cultures littéraires", 2017.

### Antologías y recopilaciones
- 1985: Reunión de Poesía, Poetas de la Crisis. Ediciones de la crisis, Santo Domingo.
- 1985: Juan Sánchez Lamouth, Poesía escogida. Ediciones de la crisis, Santo Domingo.
- 1997-2006: Obra Completa de René del Risco, tres tomos:
  - 1) Cuentos Completos.
  - 2) Poesía Completa
  - 3) El cumpleaños de Porfirio Chavez (novela).
- 2000: Erwin Walter Palm: Santo Domingo: Arte y Arquitectura Colonial. Ediciones en el Jardín de las Delicias, Santo Domingo.
- 2001: Santo Domingo: Su poesía. Primera Antología de Poesía Urbana de la Capital Dominicana. Ediciones Cielonaranja, Santo Domingo – Berlín.
- 2002: La Ciudad Colonial del Nuevo Mundo, formas y sentido. Ediciones en el Jardín de las Delicias, Santo Domingo.
- 2004: Los años de la arcilla. Haceres literarios de Efraím Castillo. Ediciones Cielonaranja, Santo Domingo - Berlín.
- 2006: René del Risco, así tan sencillamente. Ediciones del Cielonaranja, Santo Domingo – Berlín.
- 2006: Santo Domingo: Su poesía. Antología de la poesía urbana de Santo Domingo. Ediciones Cielonaranja, Santo Domingo – Berlín.
- 2006: Poesía de la Calle El Conde. Ediciones Cielonaranja, Santo Domingo – Berlín.
- 2006: Poesía de la Calle El Conde (segundo piso).Ediciones Cielonaranja, Santo Domingo – Berlín.
- 2013: Biblioteca de la Imagen Dominicana 2: Postales antiguas de Santo Domingo (1900-1930). Ediciones Cielonaranja, Santo Domingo.
- 2013: Biblioteca de la Imagen Dominicana 3: Postales de ciudades dominicanas del siglo XX. Ediciones Cielonaranja, Santo Domingo.
- 2013: Biblioteca de la Imagen Dominicana 4: Postales desde Ciudad Trujillo (1930-1961). Ediciones Cielonaranja, Santo Domingo.
- 2013: Biblioteca de la Imagen Dominicana 5: Postales de la Catedral de Santo Domingo. Ediciones Cielonaranja, Santo Domingo.
- 2013: Biblioteca de la Imagen Dominicana 6: Postales dominicanas (1960-1980). Ediciones Cielonaranja, Santo Domingo.
- 2013: "Obras Completas", de Pedro Henríquez Ureña, tomos 1-7. Editora Nacional, Santo Domingo.
- 2014: "Perfiles agrestes", de Ramón Marrero Aristy. Ediciones Cielonaranja, Santo Domingo.
- 2015: "Imágenes de Santo Domingo. Postales de la Librería Tony". Ediciones Cielonaranja, Santo Domingo.
- 2015: "En la orilla: gustos y colores", de Pedro Henríquez Ureña. Bonilla Artigas Editores, Ciudad México.
- 2015: "Obras Completas", de Pedro Henríquez Ureña, tomos 8-14. Editora Nacional, Santo Domingo.
- 2016: Jorge Mañach: Ensayos de Cubanidad. Ediciones Cielonaranja, Santo Domingo.
- 2016: Postales dominicanas: 1899-1930. Ediciones Cielonaranja, Santo Domingo.
- 2017: Epistolario de Pedro Henríquez Ureña y Amado Alonso. Ediciones Cielonaranja, Santo Domingo.
- 2022: Biblioteca de la Imagen Dominicana 1: Colección de imágenes dominicanas. Del siglo XVI al XIX. Ediciones Cielonaranja, Santo Domingo.
- 2022: Postales antiguas de Santiago de los Caballeros. Ediciones Cielonaranja, Santo Domingo.